# Johan Falk – De fredlösa
Johan Falk: De fredlösa är en svensk action-thriller från 2009 i regi av Daniel Lind Lagerlöf med Jakob Eklund i huvudrollen. Filmen släpptes på dvd den 4 november 2009 och är den nionde filmen om Johan Falk.

## Handling
En kvinnlig åklagare som driver ett mål mot ett MC-gäng utsätts för ett sprängattentat. Medierna anklagar polisen för att inte få bukt med den organiserade brottsligheten. Gruppen för Särskilda Insatser får i uppdrag att enbart arbeta för att desarmera den tyngsta organiserade brottsligheten.

## Rollista
- Jakob Eklund - Johan Falk
- Joel Kinnaman - Frank Wagner
- Ruth Vega Fernandez - Marie
- Mirosław Zbrojewicz - Maxim Morosov
- Bahador Foladi - Chris Amir
- Meliz Karlge - Sophie Nordh
- Mikael Tornving - Patrik Agrell
- André Sjöberg - Dick Jörgensen
- Henrik Norlén - Lasse Karlsson
- Zeljko Santrac - Matte
- Lars G Svensson - Lennart Jägerström
- Maria Hörnelius - Länspolismästare Franzén
- Jacqueline Ramel - Anja Månsdottir
- Fredrik Dolk - Peter Kroon
- Marie Richardson - Helén Falk
- Jonas Sjöqvist - Roger Nordh
- Marie Delleskog - Monika Wexell
- Stig Engström - David Lager
- Åsa Fång - Nadja Agrell
- Tom Lidgard - Max Agrell
- Hanna Ullerstam - Ann-Louise Rojas
- Jovan Siladji - Gnistan Wedberg
- Anders Lönnbro - Arkivarie
- Ingvar Örner - Vaktmästare
- Lasse Carlsson - Kjell Nyberg
- Jan-Erik Emretsson - Internutredare Häll
- Jan Coster - Internutredare Wallén
- Liv Skoglund-Levin - Patriks dotter